# Österdalälven
Österdalälven er en flod i den vestlige del af Dalarna i Sverige og er cirka 300 km lang. Den har to kildefloder: Storån og Sörälven, som løber sammen ved byen Idre og danner Österdalälven. Den løber mod sydøst gennem Älvdalens, Mora, Leksands samt Gagnefs kommuner, hvor den nær Djurås forener sig med Västerdalälven og danner Dalälven – Sveriges tredjestørste flod. Österdalälven løber forbi dæmningen Trängslet og gennem Siljansøen.

## Billedgalleri
- Österdalälven set fra Leksandsbron mod Siljan.
- Leksandsbron over Österdalälven.
- Udsigt fra Leksandsbron.
- Österdalälvens indløb i Idresjön.

## Dæmninger før Siljan
- Trängslet
- Åsen
- Väsa
- Blyberg
- Spjutmo